# Шабанов, Дмитрий Алексеевич
Дмитрий Алексеевич Шабанов (19 июля 1964 года, Москва, СССР) — советский и российский яхтсмен, серебряный призёр летних Олимпийских игр 1996. Чемпион мира и Европы. Заслуженный мастер спорта.
Серебро, завоёванное в 1996 году в Атланте Георгием Шайдуко, Игорем Скалиным и Дмитрием Шабановым в классе «Солинг», является второй наградой России в парусном спорте за всю историю Олимпийских игр.

## Семья
- Сын Алексей Шабанов (2003)
- Сын Павел Шабанов (2006)
- Мать Ирина Вениаминовна Шабанова
- Отец Алексей Кузьмич Шабанов